# Gervais Poirot
Gervais Poirot, né le 4 mars 1942 à La Bresse (Vosges) et mort le 5 juin 2008 à Gérardmer, est un skieur français. Il a représenté la France en combiné nordique lors des Jeux olympiques d'hiver de 1968. 